# Arun Shourie
Arun Shourie, né le 2 novembre 1941 à Jalandhar (Pendjab, est un journaliste et homme politique indien.
Il a servi comme économiste à la Banque mondiale (1968-1972 et 1975-1977), consultant à la Commission de la planification de l'Inde, a été rédacteur en chef du Indian Express et du Times of India et ministre dans le gouvernement de l'Inde (1998-2004). Il a reçu le Prix Ramon Magsaysay en 1982.

## Biographie
Arun Shourie est né à Jalandhar. Il a obtenu un doctorat en économie à l'Université de Syracuse aux États-Unis.
Dans une série d'exposés il a écrit sur la corruption découverte dans les plus hautes sphères du gouvernement et a exposé plusieurs scandales majeurs, y compris ce qui a été surnommé le Watergate de l'Inde.
Il a été nommé rédacteur en chef du Times of India en 1986. Shourie a lancé une attaque contre le Premier ministre Rajiv Gandhi lors de l'affaire Bofors. Cela a contribué à la défaite de Rajiv Gandhi aux élections législatives suivantes.
En 2000, il a été nommé par l'International Press Institute comme l'un des cinquante World Heroes Liberté de la presse des cinquante dernières années.
En mai 2017, le 14e dalaï-lama, Lal Krishna Advani, Fali Sam Nariman (en) et Shyam Saran (en) ont participé au lancement du livre d'Arun Shourie, Two Saints: Speculations Around And About Ramakrishna Paramahamsa and Ramana Maharshi.